# 12607 Alcaeus
(12607) Alcée,  internationalement (12607) Alcaeus, este un asteroid din centura principală de asteroizi.

## Descriere
12607 Alcaeus este un asteroid din centura principală de asteroizi. A fost descoperit pe 24 septembrie 1960 la Observatorul Palomar de Cornelis Johannes van Houten, Ingrid van Houten-Groeneveld și Tom Gehrels. Asteroidul prezintă o orbită caracterizată de o semiaxă mare de 2,65 ua, o excentricitate de 0,04 și o înclinație de 2,2° în raport cu ecliptica.